# Паркер, Эван
Эван Паркер (англ. Evan Parker; 5 апреля 1944, Бристоль) — британский саксофонист, один из крупнейших импровизаторов Европы. Придумал новые и существенно расширил ряд известных музыкальных техник.

## Биография
Джазом Паркер увлёкся в 14 лет. Первым его кумиром стал Дезмонд — саксофонист знаменитого квартета Дэйва Брубека. Затем был вдохновлён авангардными опытами Джона Колтрейна. Партнером и соратником Паркера в 70-е годы был гитарист Дерек Бейли, с которым они играли в Spontaneous Music Ensemble, с ним же Паркер основал собственный лейбл Incus. К 1973 году стал играть с фон Шлиппенбахом и Ловенсом в трио, которое изменило ландшафт современного фри-джаза. В 80-е годы сложился классический состав его трио с контрабасистом Барри Гаем и барабанщиком Полом Литтоном.

## Музыка
Музыка Паркера 1960-х и 1970-х — резкая, тревожная, вибрирующая; скорее, имеющая форму, чем ощутимое мелодичное содержание. Затем он начал разработку методики быстрого наслоения гармоник, для усложнения контрапункта. Ещё более поздние записи Паркера менее сложны, но последовательны в стилизации. Одной из наиболее характерных для Паркера техник игры на саксофоне является так называемое «круговое дыхание».